# Lars Gustaf Andersson i Torpane
Lars Gustaf Andersson (i riksdagen kallad Andersson i Torpane), född 25 september 1813 i Tydje socken, död där 27 januari 1872, var en svensk gästgivare och riksdagsman i bondeståndet.
Andersson företrädde Tössbo och Vedbo härader av Älvsborgs län vid riksdagarna 1853–1854, 1856–1858, 1859–1860, 1862–1863 och 1865–1866.
Vid sin första riksdag 1853–1856 var Andersson suppleant i allmänna besvärs- och ekonomiutskottet och i opinionsnämnden. Han var ledamot i förstärkta statsutskottet och i förstärkta bankoutskottet. Andersson var även suppleant i förstärkta konstitutionsutskottet.
Under riksdagen 1856–1858 var han ledamot i bankoutskottet, elektorssuppleant för justitieombudsmansvalet, statsrevisor, ledamot i förstärkta bevillningsutskottet och i förstärkta statsutskottet samt i förstärkta lagutskottet.
Vid 1862–1863 års riksdag var han ledamot i bankoutskottet, deputerad att övervara invigningen av västra stambanan och ledamot i förstärkta lagutskottet. Under sin sista riksdag 1865–1866 var Andersson ledamot i bankoutskottet och i förstärkta allmänna besvärs- och ekonomiutskottet samt i förstärkta lagutskottet.